# Съюз по електроника, електротехника и съобщения
Съюз по електроника, електротехника и съобщения (съкратено СEEC) е българска неправителствена организация, обединяваща инженери и специалисти работещи в областите електроника, електротехника и телекомуникации.
Главните цели на СЕЕС са да обединява усилията на своите членове и да подпомага създаването на условия за творческо-професионалното им развитие, усъвършенстване и за ефективно участие в изграждането на гражданско общество като консултант и коректив на държавната политика в областта на науката и икономиката, а също и да съдейства за повишаване на научната и професионалната квалификация на своите членове чрез организиране на конференции, семинари, дискусии.
СЕЕС е член на Федерацията на научно-техническите съюзи и на EUREL.
Седалището на СЕЕС е в София на адрес улица „Георги Раковски“ №108.

## Цели
Както са записани на официалния сайт на съюза, основните цели на СЕЕС са:
- да обединява усилията на своите членове и да подпомага създаването на условия за творческо-професионалното им развитие и усъвършенстване и за ефективно участие в изграждането на гражданско общество като консултант и добронамерен коректив на държавната политика в областта на науката и икономиката;
- да отстоява интересите на своите членове пред държавни и местни органи;
- да укрепва и разширява международните си контакти и да развива взаимноизгодно сътрудничество със сродни сдружения в България и в чужбина;
- да съдейства за повишаване на научната и професионалната квалификация на своите членове чрез организиране на конференции, семинари, дискусии и други и чрез събиране и разпространение на научно-техническа информация и развитие на собствена издателска дейност;
- да съдейства за издигане на авторитета на електротехниката, електрониката и съобщенията в обществото, да формира мнения за тяхното развитие и да ги отстоява пред държавните и местните институции.

## Членове
Членове на СЕЕС са над 1200 инженери, учени от Техническите университети и БАН, специалисти и ръководители от заводи и фирми, докторанти и студенти.

## Дейност
СЕЕС организира международни и национални научно-технически мероприятия като Международния симпозиум по електрически апарати и технологии „SIELA“, Международната конференция по електрически машини, електрозадвижвания и енергийни системи „ЕЛМА“, Международните конференции „INFOTECH“ и „ТЕЛЕКОМ“, Националните конференции с международно участие „Акустика I“ и „Акустика II“ и др.

## Списание „Е+Е“
СЕЕС е издател на ежемесечното научно списание „Електротехника и електроника“ – „Е+Е“. „Е+Е“ започва да се публикува през 1965 година и излиза без прекъсване, като до 1990 г. списанието излиза под името „Електропромишленост и приборостроене“. То е водещото научно списание на българските учени в областта на електрониката, електротехниката, телекомуникациите и компютърните технологии. От 2011 г. излиза на английски език.